# Přízvuk ve starořečtině
Přízvuk ve starořečtině se u různých slov lišil, ale byl dán pravidly. Jedním z pravidel bylo, že přízvuk může být pouze na jedné ze tří posledních slabik.
Byly možné následující přízvuky:
- ostrý – acutus – ά
  - 1. slabika od konce – oxytonon (γίψ)
  - 2. slabika od konce – paroxytonon (λόγος)
  - 3. slabika od konce – proparoxytonon ( ̉άνθρωπος)
- průtažný – circumflex – α̃
  - 1. slabika od konce – perispomenon (μυ̃ς, ευ̃̉)
  - 2. slabika od konce – properispomenon (μου̃σα)
- těžký – gravis – ὰ – pouze nad původním oxytononem v proudu řeči = barytonon: Γὶψ καὶ καμηλος